# Hutthurm
Hutthurm è un comune tedesco di 5 952 abitanti, situato nel land della Baviera.